# さんふらわあ こばると
さんふらわあ こばるとは、フェリーさんふらわあが運航していたフェリー。大阪港（大阪南港コスモフェリーターミナル）と別府港を結ぶ航路に就航した。

## 概要
さんふらわあの代船として三菱重工業下関造船所で建造され、1998年4月8日に神戸（阪神） - 松山 - 別府航路に就航した。
松山港への寄港は、下り便が2010年2月、上り便が2011年4月30日で終了した。松山港の抜港により所要時間が約1時間短縮された。
関西汽船とダイヤモンドフェリーのフェリーさんふらわあへの統合により、2009年11月1日からフェリーさんふらわあによる運航となった。その際、ファンネルマークが関西汽船の赤・白・赤のマークからオレンジ1色に変更された。
新造船「さんふらわあ むらさき」就航に伴い2023年4月13日別府発便をもって引退。
引退後は インドネシアに売却され、「DHARMA KARTIKA V」として運航。

## 船内
船体は7層構造で、上方からコンパス甲板、航海船橋甲板、E・F・G・H・I甲板と呼称されており、航海船橋甲板が操舵室および乗組員居住区、E・F甲板が客室区画、G・H甲板が車両搭載区画、I甲板が機関室となっている。
| タイプ           | クラス                   | 定員     | 設備                                                 |
| ---------------- | ------------------------ | -------- | ---------------------------------------------------- |
| 個室             | デラックス               | 2名      | ユニットバス、シャワートイレ、洗面台、テレビ、冷蔵庫 |
| 個室             | デラックスシングル       | 1名      | ユニットバス、シャワートイレ、洗面台、テレビ、冷蔵庫 |
| 個室             | ファースト               | 4名      | 洗面台、テレビ                                       |
| 個室             | スタンダード             | 2名/1名  | 二段ベッド、洗面台、テレビ付き、窓なし               |
| ドライバールーム | ドライバールーム         | 1名      | 窓なし                                               |
| 寝台             | ツーリストベッド（個室） | 4名      | 二段ベッド、テレビ                                   |
| 寝台             | ツーリストベッド         | 8名/12名 | 二段ベッド                                           |
| 大部屋           | ツーリスト               |          | テレビ、電源コンセント（共用）                       |

### 設備
- エントランス
- ラウンジ
- レストラン - 夕食、朝食ともにバイキング方式
- 売店
- 自動販売機
- ゲームコーナー
- キッズスペース
- 展望風呂
- コインロッカー

## 事故・インシデント
2007年7月9日、松山港を出港して別府港へ航行中、興居島と四国の間にある高浜瀬戸の最狭部で小型タンカーと衝突した。衝突により本船は左舷船首部に凹損などを生じ、修理のため1週間欠航となった。事故原因は双方が衝突を避けるための措置をとらなかったためとされた。